# إيما برانسون
إيما برانسون (بالإنجليزية: Emma Brunson)‏ هي مهندسة معمارية أمريكية، ولدت في 1887، وتوفيت في 1980.